# Barbareño
El barbareño era una lengua de la familia de las lenguas chumash, un grupo de lenguas indígenas de América que se hablan en el área de Santa Bárbara (California). El ineseño podría haber sido un dialecto de la misma lengua. El barbareño se extinguió en 1965 con la muerte de Mary Yee.

## Revitalización de la lengua
Desde 2013 el Barbarens Chumash Council está dedicando esfuerzos en curso para revivir el idioma. Dos de sus miembros son aprendices y enseñan la lengua.
La Wishtoyo Chumash Village en Malibú (California), anunció la apertura de la Escuela de Lengua Šmuwič en 2010.
La comunidad del ineseño denomina a su lengua Samala. En 2008, Richard Applegate compiló una gramática y diccionario de ineseño basados en el trabajo de Harrington a comienzos de 1900 con el último hablante fluyente, María Solares. [6] Applegate y Nakia Zavalla, director cultural de la Banda Santa Ynez de Chumash y descendiente de Solares, han iniciado un esfuerzo para revitalizar la lengua. Applegate y Nakia Zavalla, director cultural de la Banda Santa Ynez de Chumash y descendiente de Solares revitalizó la lengua comenzando a enseñar ineseño en 2003, y Zavalla ha iniciado un programa de aprendizaje basado en la inmersión. Hacia 2008 Applegate tenía cinco estudiantes, aunque ninguno había conseguido fluidez.

## Fonología

### Consonantes
|             |             | Bilabial | Alveolar | Postalveolar/ Palatal | Velar | Uvular | Glotal |
| ----------- | ----------- | -------- | -------- | --------------------- | ----- | ------ | ------ |
| Nasal       | plana       | m        | n        |                       |       |        |        |
| Nasal       | glotalizada | ˀm       | ˀn       |                       |       |        |        |
| Oclusiva    | plana       | p        | t        |                       | k     | q      | ʔ      |
| Oclusiva    | eyectiva    | pʼ       | tʼ       |                       | kʼ    | qʼ     | ʔ      |
| Oclusiva    | aspirada    | pʰ       | tʰ       |                       | kʰ    | qʰ     | ʔ      |
| Africada    | plana       |          | t͡s       | t͡ʃ                    |       |        |        |
| Africada    | eyectiva    |          | t͡sʼ      | t͡ʃʼ                   |       |        |        |
| Africada    | aspirada    |          | t͡sʰ      | t͡ʃʰ                   |       |        |        |
| Fricativa   | plana       |          | s        | ʃ                     | x     |        | h      |
| Fricativa   | eyectiva    |          | sʼ       | ʃʼ                    | xʼ    |        |        |
| Fricativa   | aspirada    |          | sʰ       | ʃʰ                    |       |        |        |
| Aproximante | plana       |          | l        | j                     | w     |        |        |
| Aproximante | glotalizada |          | ˀl       | ˀj                    | ˀw    |        |        |

### Vocales
|         | Frontal | Central | Posterior |
| ------- | ------- | ------- | --------- |
| Cerrada | i       | ɨ       | u         |
| Abierta | e       | a       | o         |